# Frank Hübner
Frank Hübner (16 de octubre de 1950) es un deportista alemán que compitió para la RFA en vela en la clase 470.
Participó en los Juegos Olímpicos de Montreal 1976, obteniendo una medalla de oro en la clase 470. Ganó dos medallas en el Campeonato Europeo de 470, plata en 1973 y bronce en 1975.

## Palmarés internacional
| Juegos Olímpicos   | Juegos Olímpicos               | Juegos Olímpicos  | Juegos Olímpicos |
| Año                | Lugar                          | Medalla           | Clase            |
| ------------------ | ------------------------------ | ----------------- | ---------------- |
| 1976               | Montreal (Canadá)              | Medalla de oro    | 470              |
| Campeonato Europeo |                                |                   |                  |
| Año                | Lugar                          | Medalla           | Clase            |
| 1973               | Saint-Cast-le-Guildo (Francia) | Medalla de plata  | 470              |
| 1975               | Stokes Bay (Reino Unido)       | Medalla de bronce | 470              |